# أورفكية

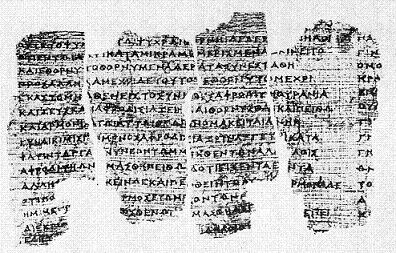
قطعة من ورق البردي

الاورفية Orphism، (باليونانية القديمة: Ὀρφικά)، هو اسم أطلق على دين  كان يعتنق ويمارس في اليونان القديمة والعالم الهلنستي،  والتراقيون، ارتبطت أدبياً بأسطورة أورفيوس.

## النشأة

### أسطورة اورفيوس
حظيت أسطورة اورفيوس، بما انطوت عليه من سلوك، وبما نجم عنها من تصورات وإيحاءات، بكثير من التفسيرات والتأويلات. فقد نشأت عنها حركة عرفت باسم الأورفيّة اتصفت في تاريخها الطويل بالطابع الروحي والنزعة الصوفية. وقد ظهرت هذه الحركة في اليونان في القرن السادس قبل الميلاد متأثرة بعبادة ديونيسوس، ونسجت أفكارها حول أسطورة أورفيوس والقصائد المقدسة التي نسبت إليه، وكان هدفها الأساسي معارضة النظام السياسي والديني اللذين كانا يحكمان العالم الإغريقي.

### ظهور الاورفية

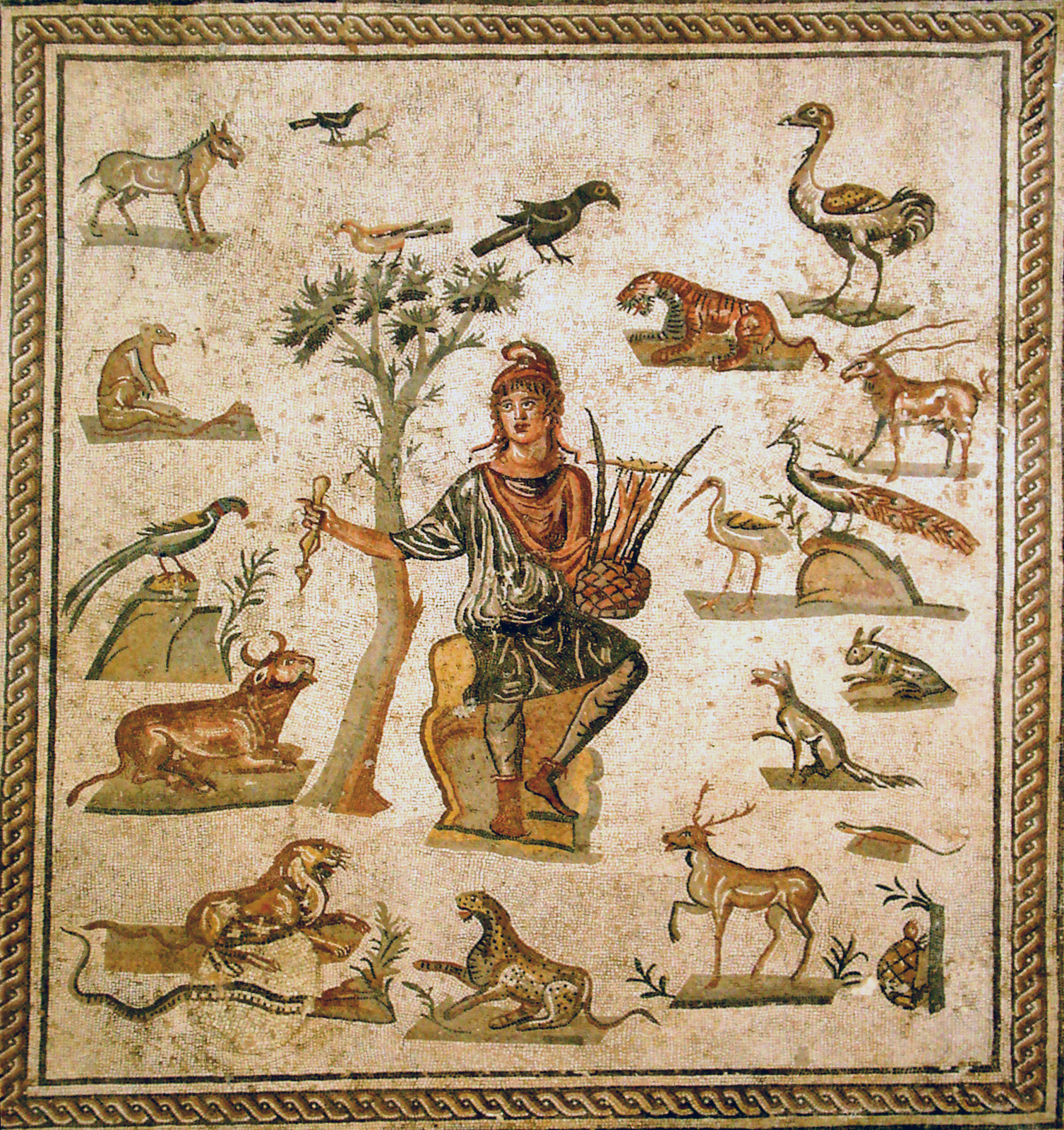
فسيفساء اورفية عُثر عليها في العديد من ?يلات العصر الروماني المتأخر

ظهرت المجتمعات الأولى التي تدين بالأورفية في بلاد أتيكا ثم انتشرت في بلاد الإغريق كلها حتى جنوبي إيطاليا وصقلية، وكان لها نظام صارم على رأسه سلطة من رجال المذهب، ومتشددة في شؤون العقيدة من دون اعتدال. ومع أنها لم تكن تمثل مذهباً اجتماعياً فقد استمر تأثيرها زمناً طويلاً واعتنقها عدد من قادة الفكر اليوناني القديم مثل امبيدوقليس وأفلاطون، وانتقل تأثيرها إلى الفكر المسيحي في عصوره الأولى. وتركت بصماتها مع الزمن فكان هناك من يمثلها في مختلف الحضارات الإنسانية، وكان من نتائج ذلك أن أغنيت الأسطورة بتخريجات وتوظيفات مختلفة كانت مصدراً من مصادر إلهام الأدباء والشعراء والفنانين. وثمة لوحات جدارية وفسيفسائية كثيرة تمثل هذه الأسطورة، وأهمها لوحة من الفسيفساء في متحف مدينة شهبا (سوريا) ترجع إلى النصف الأول من القرن الرابع الميلادي تزين أرض غرفة من الدار الرومانية التي بني المتحف عليها، وتمثل أورفيوس جالساً على صخرة قرب شجرة يعزف على قيثارته للحيوانات المتحلقة حوله، ويرتدي ثياباً شرقية ومعطفاً وقلنسوة غربيين، وتختلف الحيوانات في اللوحة بين طيور وجوارح ودواب وأفعى وتحمل كلها رموزاً أسطورية. أما ألوان اللوحة فموزعة بين الذهبي والوردي والأحمر والبني والأخضر، وأبعادها 3.085×3.075، متراً وتعدّ نموذجاً للفسيفساء السوري في تلك الحقبة.

## الممارسات
بنى أنصار هذا المذهب نمطاً من أنماط الحياة على هامش المجتمع شبيه بما هو عند الشامانيين (رجال الدين في القبائل البدائية)، فكانوا يرتدون البياض ويرفضون تناول أي غذاء مستخلص من كائن حي ويتمسكون بالحياة النباتية الكاملة، وذلك في مجتمع كان يربط استهلاك اللحم بالتقاليد والشعائر المقدسة وتقديم الأضاحي. والمفهوم الأساسي للأورفية قائم على مبدأ الاثنينية، وفيه معارضة لمفهوم نشأة الكون كما هو متعارف عليه في الدين الرسمي عند اليونان القدماء. وتقول التعاليم الأورفية أن البيضة هي الرمز الأكبر للحياة، وهي أصل كل الأشياء، وأن إله الحب والنور إروس فانس خرج من بيضة وضعها إله الزمن كرونوس وأوجد عالماً مؤلفاً من الآلهة والبشر. وهكذا فإن الطبيعة الإنسانية تتألف من روح وجسد، وتقول تعاليم الأورفية بخلود الروح وسموها، وفناء الجسد وسُفوله، فالروح ذات طبيعة خالدة مقدسة وتحيا حياة حقيقية بعد فناء الجسد، ولكي تحقق الروح حريتها عليها أن تدخل في دورات من التقمص والحلول في أجساد مختلفة وفقاً لاستحقاقها، ومن هنا كان الاعتقاد بالعقاب والثواب بعد الموت، وكذلك الاعتقاد بالخطيئة والحاجة إلى التكفير، وأن كل فرد يمتلك عينة من «قوة الحياة» تنتقل منه عند الوفاة إلى شخص آخر في دورة جديدة بين الموت والولادة. ولما كانت الروح سجينة الجسد فهي تحتاج إلى حياة نقية من الزهد والتقشف مع تحريم أكل الأغذية الحيوانية ولبس الصوف وشرب الخمر والنشاط الجنسي إلا من أجل الإنجاب، ويبدو ذلك جلياً في الشعائر التي تمارس إحياء لموت أورفيوس وولادته مجدداً.

## الأورفية في الأدب

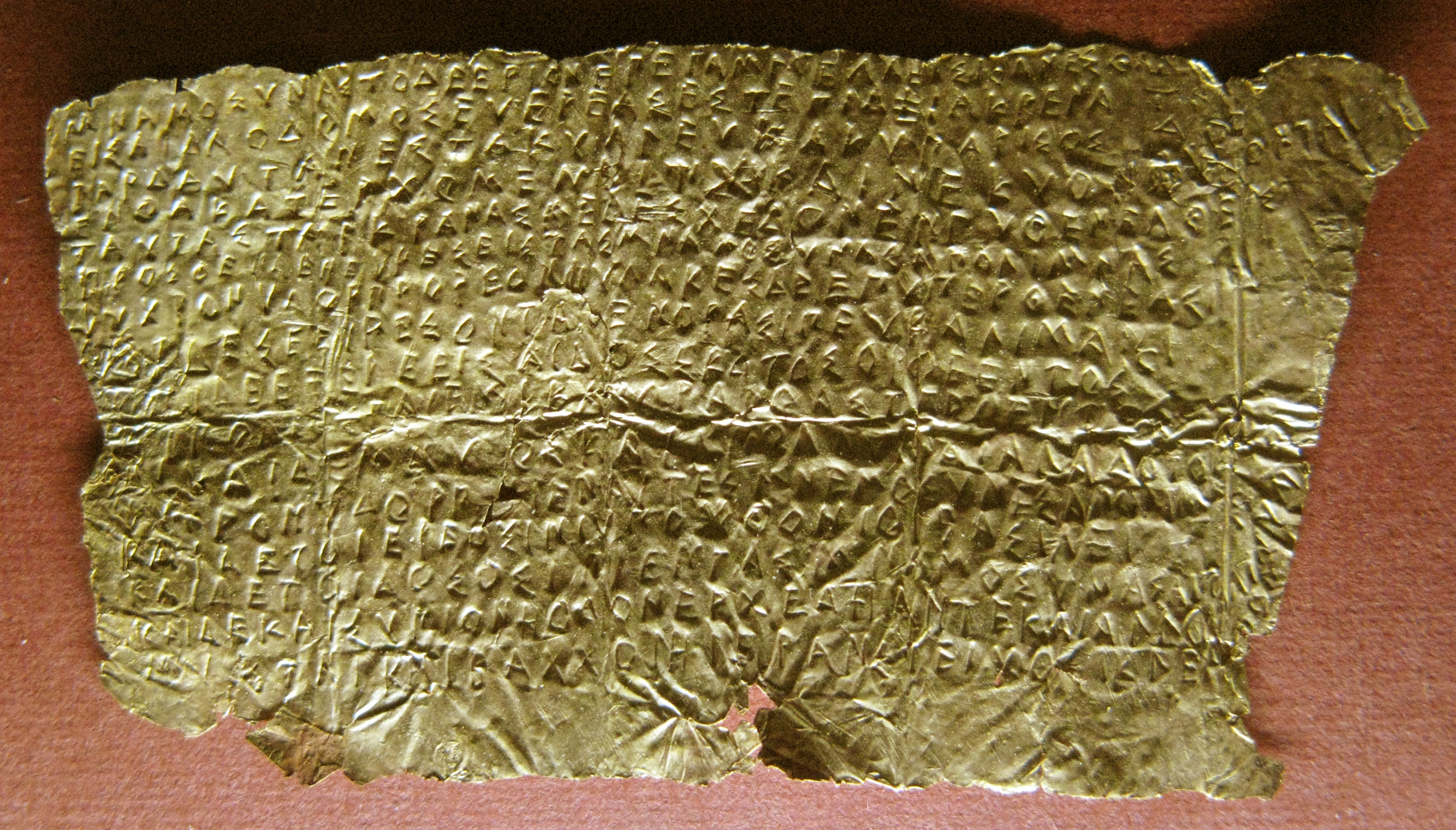
لوحات كتبت من الذهب في فيبو فالينتيا كالابريا مع تعليمات عن المتوفى

لعل الإقبال المتزايد على أسطورة أورفيوس والحركة الأورفية هو ما دفع الدارسين إلى البحث عن مصادر هذه الأسطورة، وعن الأسباب التي جعلتها تستمر بهذه القوة. ويكاد الباحثون الغربيون، ولاسيما أندرو لاين في كتابه: الأسطورة والطقوس والدين، والباحث دبليو سي ثري في كتابه: تاريخ الفلسفة اليونانية، يجمعون على أن الأسطورة تعود في أصولها الأولى إلى حضارة السوريين والمصريين القدماء، لأنها تمزج بين طبيعة البشر والآلهة، على النقيض من الكتابات الهومرية التي كانت تماثل بين الإنسان والآلهة.
أمَّا الأسباب التي جعلت هذه الأسطورة محلَّ عناية الفنانين والأدباء والشعراء في مختلف العصور والحضارات فقد تعود، كما يقول غَثْري، إلى تأكيدها الهموم الفردية على حساب هموم المجتمع أو الدولة. ويعزو إمت روبنز هذه الظاهرة إلى الروح الإبداعية التي رافقت أسطورة أورفيوس؛ فالأسطورة تدفع، من جهة، إلى التفكير بالمحب الذي اقتحم عالم الموت ليسترجع حبيبته، ومن جهة أخرى، تشد إلى صورة المغني الجوال الذي يسحر الطبيعة بموسيقاه العذبة، وتثير في الأذهان صورة القديس المتنسك. ويبدو للمرء أنّ موضوع هذه الأسطورة الخاص برؤية المصير الإنساني جعل منها بنية قابلة لأن توظف وفق الوضعية الخاصة بالشاعر أو الأديب أو الفنان الذي يوظفها. فأسطورة أورفيوس، والأورفية أيضاً، لم تقتصرا في تأثيرهما في الرومانسيين الحالمين، والمتصوفين الهاربين، بل كان لهما تأثير كبير في عددٍ من الكتاب الواقعيين.
لعل أقدم النصوص في أخبار أورفيوس ما كتبه عنه فرجيل (70 ق.م.-19 ق.م.) في كتاب: (حياة فلاح).القسم الرابع من عمله، وُصِف فرجيل بأنه أول من أضفى على أسطورة أورفيوس طابعها المأسوي، بأن جعل يوريديس، زوجة أورفيوس، تختفي عندما كان يوشك أن يخرج بها من عالم الموت إلى عالم الحياة.
أمَّا الشاعر الروماني أوفيد (أوفيديوس) (43 ق.م - 17م) ـ فقد أطنب في سرد أخبار أورفيوس وزوجته يوريديس في كتابه التحولات. عبّرت الأسطورة له عن قسوة قدر الإنسان الذي وجب عليه أن يعاني البحث الأبدي في عالمي الحياة والموت بلا أمل بالخلاص. وظلت أسطورة أورفيوس تستأثر باهتمام الفنانين والأدباء الأوربيين على مر العصور الحضارية المختلفة. ولعل أشهر من وظف الأسطورة في العصر الحديث الشاعر الألماني راينر ماريا ريلكه (1875- 1926) الذي عمد إلى تطعيم الأسطورة برؤية الحس الشعري المعاصر، في أثريه الشعريين مراثي دوينو، وقصيدة لأورفيوس. واستفاد الكاتب المسرحي الأمريكي المعاصر تينيسي وليامز (1911- 1983) من أسطورة أورفيوس كثيراً. ولاسيما في مسرحيته المعروفة هبوط اورفيوس.
كذلك حظيت أسطورة أورفيوس باهتمام عدد كبير من الشعراء العرب المشهورين في العصر الحديث. ولعل أسبقهم إلى توظيف هذه الأسطورة كان عباس محمود العقاد في قصيدة بعنوان حديقة حيوانات آدمية وأحمد زكي أبو شادي في قصيدة أورفيوس ويوردسي. والملاحظ أنهما تعاملا مع مضامين هذه الأسطورة الفنية على نحو مبسط للغاية. ولعل التوظيف الأعمق لمضامين أسطورة أورفيوس ودلالاتها الفكرية والفنية جاء على أيدي الشعراء العرب المعاصرين ابتداءً من السياب[ر] الذي عبّرعن مضامين أورفية في أشعاره المبكرة، وظل يتكئ على صورها وإيحاءاتها حتى مرحلة متأخرة من تجربته الشعرية. كما برزت أسطورة أورفيوس في قسم كبير من شعر أدونيس. إذ لا يمكن تجاهل ملامح أسطورة أورفيوس في قصائده التالية: اورفيوس، أدونيس وأغاني مهيار الدمشقي، ومرآة أورفيوس، والرأس والنهر أدونيس.
ولم يشذ البياتي عن غيره من الشعراء العرب المعاصرين في تعامله مع أسطورة أورفيوس. ولعل قصيدته هبوط أورفيوس خير دليل على اهتمامه بهذه الأسطورة.

## الأورفية في الموسيقى والمسرح والسينما

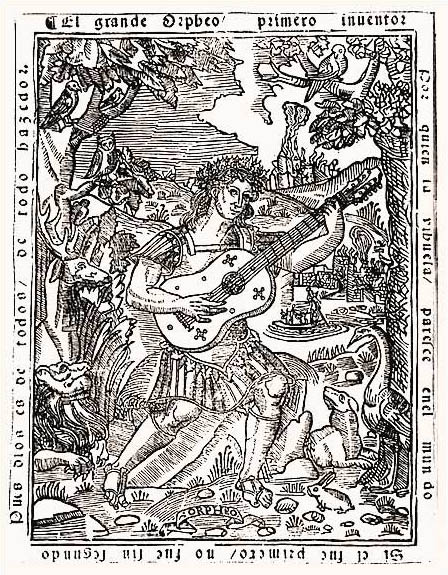

دخلت أسطورة أورفيوس ويوريديس في كثير من الفنون المسرحية والموسيقية والسينمائية، فتناولتها بأساليب مختلفة وبأشكال متعددة فقد عمد كثير من المؤلفين الموسيقيين إلى معالجة أسطورة أورفيوس وزوجته يوريديس في مؤلفاتهم وأعمالهم الموسيقية والمسرحية منذ بداية القرن السابع عشر حتى اليوم. وكانت مسرحية أورديتشه (مسرحية) الدرامية للكاتب الإيطالي رينوتشيني (1562- 1621) أول مسرحية تتخللها ألحان موسيقية منفصلة من تأليف J.Peri، وقد عرضت هذه المسرحية في مدينة فلورنسة (إيطاليا) عام 1600 بمناسة زواج ملك فرنسا هنري الرابع على ماريا دي ميديشي. وهي تعد أول محاولة أوبرالية في التاريخ. وبعد عامين من عرض «إورديتشه» قام كاتشيني (1550- 1618) بتلخيص نص المسرحية ذاته، بعد أن شارك بوضع بعض الفقرات الموسيقية لتلك المسرحية مع بيري قبل ذلك.
وفي عام 1607 قام مونتفردي بتلحين اوبرا اوبرا التي كتب نصها الشعري رينوتشيني أيضاً. وقد جاءت أوبرا أورفيو أغنى من سابقتها موسيقى وغناء وأحاسيس مسرحية حتى عُدت بحق أول أوبرا ظهرت في تاريخ الموسيقى. كذلك قام قلوك الألماني بتلحين أوبرا أورفيو وإورديتشه من تأليف الكاتب الإيطالي كالتسابيجي (1714- 1795) وعرضت في المرة الأولى باللغة الإيطالية عام 1762، وباللغة الفرنسية في العام التالي.
كما أن هايدن وضع أوبرا تحت اسم (روح الفيلسوف) ألفها عام 1791 حول موضوع أورفيوس أخرجت أول مرة عام 1951. وجاء من بعده ج. بندا (1722- 1795) البوهيمي، وف پاير (1771- 1834). إلا أن جاك أوفنباخ الفرنسي اختار نوع الأوبريت، وهي الأوبرا الخفيفة، لتأليف مسرحيته المغناة تحت عنوان (أورفيوس في جهنم) (عام 1858) وضمّنها رقصة الكان كان الشهيرة.
وجاء من بعده مالي بيرو الإيطالي فكانت أوبراه بعنوان (اورفيده). (1918- 1921). أما كازيلا (1883- 1947) الإيطالي أيضاً فقد اختار لأوبراه اسم أسطورة أورفيو (1932) وهي من فصل واحد في حين كانت جميع الأوبرات السابقة من ثلاثة فصول، كذلك كانت أوبرا مآسي أورفيه (1924) للمؤلف الموسيقي الفرنسي د. ميّو من ثلاثة فصول أيضاً، وأوبرا اورفيوس وأويريديكه (1923) لكرنيك النمسوي (1900 - ) وأورفيوس(1974 - 1977) من تأليف برت ويسل (1934-) الإنجليزي وهم من المعاصرين.
أما المؤلف الموسيقي المجري فرانز ليست فقد عالج أورفيوس (1854) بصيغة القصيد السمفوني وعالج سترانسكي الأسطورة أورفيوس بأسلوب الباليه وكان ظهورها أول مرة عام 1948 في مدينة نيويورك.
أما في مجال المسرح والسينما فقد عالج الكثيرون أسطورة أورفيوس بأساليب مختلفة وقد أخرج جان كوكتو الفرنسي، فيلماً بعنوان أورفي وأخرج البرازيليون فيلم اورفيوس الأسود من إنتاج شركة أمريكية.

## الأورفية في الفن

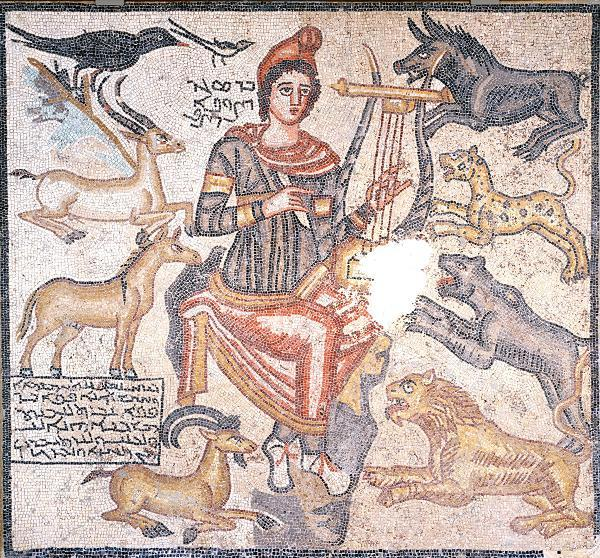
صورة أورفيوس يعزف ومن حوله جميع الحيوانات صورة من متحف دالاس للفنون

مع بدايات القرن العشرين ظهر في مجال التصوير اتجاه جديد انطلق من التكعيب نحو التجريد وأعطى الأولوية للَّون. وقد أطلق الشاعر الفرنسي أپولينير سنة 1912 على هذا الاتجاه اسم الأورفية مشيراً إلى ماأسماه المصورون الرمزيون فناً أورفياً مقاربين بين تناغم الألوان في لوحات بول غوغان وأشعار أورفيوس الشاعر والمغني الأسطوري.
وقد أسس هذا الاتجاه المصوّر الفرنسي روبرت ديلوني على التكعيبية التحليلية مضيفاً إليها صفةً شاعرية حين انتقل نوعياً من اللون الكامد إلى المضيء ومن الشكل الموضعي إلى المجرّد، بهدف خلق تناغم بصري في اللوحة يحاكي التعبير الموسيقي.
اعتمد ديلوني في بحثه على كتاب (قانون التضاد المتواقت للألوان) الذي وضعه الكيميائي الفرنسي ش?رول سنة 1839، وكان المصور الفرنسي جورج سورا من مصوري ما بعد الانطباعية، قد استعمل هذا القانون في طريقته النقطية التي صوّر بها أشكالاً موضوعية. إلا أن ديلوني لجأ إلى استعمال القانون تجريدياً أي مفتشاً عن تأثيرات اللون والضوء في اللوحة من دون تمثيل شيء موضوعي؛ ففي لوحته التجريدية التي أسماها: (تأليف متواقت، أقراص الشمس )، (1912 متحف الفن الحديث في نيويورك) صوّر ديلوني إيقاع دوائر الألوان وحركتها لكي تتلاقى الألوان في توضع يشف فيه عن بعضها في تناغم بصري مدروس.

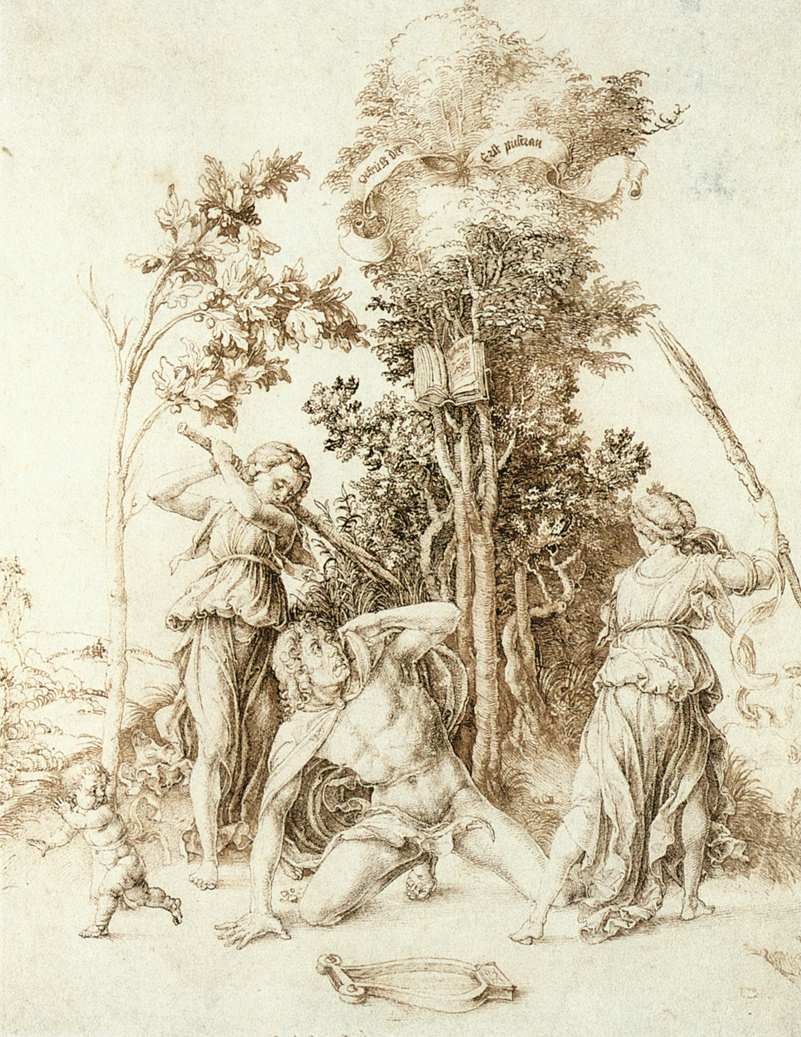
وفاة اورفيوس، رسم ألبرخت دورر

وقد تبنى فنان آخر وهو فرانتيتشك كوپكا الاتجاه الأورفي، ففي لوحته التي أسماها: قرص نيوتن دراسة التسلسل في لونين (1912، متحف فيلادلفيا للفنون) استطاع أن يجعل الذبذبات اللونية تؤدي موسيقى بصرية أمام عين المشاهد، ومما يلفت النظر المقاربة الموسيقية في عنوان اللوحة المقترح.
شارك أيضاً في الحركة الأورفية كل من المصورين مارسل دوشان وفرنان ليجيه وفرانسيس پيكابيا وكان هؤلاء في طليعة الفنانين الذين ابتعدوا عن التصوير الذي يُعنى بتمثيل الأشياء موضوعياً لقناعتهم بأنه تقليد وصفي، في حين تفسح الأورفية في المجال أمام اللاتشخيص، وهي ترسم المقارنة بينه وبين رصف اللون كتعبير موسيقي. وتجدر الإشارة إلى أن الأورفيّة كانت وسيلة تحولت بها التكعيبية التحليلية إلى دالة تكعيبية.
ومع أن الحركة الأورفية في التصوير قد ازدهرت مدة قصيرة إلا أنها تركت أثراً عند فناني حركة الفارس الأزرق الألمانية وفناني حركة التزامن اللوني الأمريكية.